# Mouez Hassen
Mouez Hassen (5 de março de 1995) é um futebolista tunisino que atua como goleiro pelo Châteauroux.

## Carreira
Foi convocado para defender a Seleção Tunisiana de Futebol na Copa do Mundo de 2018.